# Déborah Lassource
Déborah Lassource, född 22 september 1999 i Maisons-Laffitte i Frankrike, är en fransk handbollsspelare. Hon spelar som mittnia för Paris 92 och har också spelat i det franska landslaget. 2023 blev hon världsmästare med Frankrike.

## Karriär

### Klubblag
Déborah Lassource spelade för Paris 92 i tio år från 2014 till 2024 och var kapten för laget. Sommaren 2024 flyttade hon till den tyska klubben Borussia Dortmund.

### Landslag
Lassource vann med det franska juniorlandslaget guld vid U19-EM 2017 efter seger i finalen över Ryssland. Fem år senare med seniorlandslaget deltog hon i EM 2022 och slutade på fjärde plats efter förlust mot Montenegro i matchen om 3:e plats. Året efter var hon med och vann VM 2023 med Frankrike.

## Privat
Déborah Lassources syster Coralie Lassource är också handbollsspelare, vilket även deras mor var.